# Sortenamt
Ein Sortenamt ist eine für Sämlinge zuständige Behörde, dabei werden vor allem Samen gezüchtet und wissenschaftlich erforscht. Sortenämter sind Behörden im landwirtschaftlichen Bereich. Sie sollen effizientes und robustes Saatgut gewährleisten. Viele Behörden gewährleisten auch den Sortenverkehr und den (gewerblichen) Sortenschutz.
Es gibt z. B.
- das deutsche Bundessortenamt
- das Gemeinschaftliche Sortenamt (CPVO) der Europäischen Union